# Palatinska kapela, Aachen
Palatinska kapela v Aachnu je zgodnjesrednjeveška kapela in del pfalce Karla Velikega v Nemčiji. Čeprav pfalce ni več, je kapela ohranjena in je danes osrednji del aachenske stolnice. To je glavna mestna znamenitost in osrednji spomenik karolinške renesanse. Kapela hrani ostanke Karla Velikega. Pozneje si jo je prilastila Otonska dinastija, v njej so potekala kronanja nemških kraljev od leta 936 do 1531. 
Kot del aachenske stolnice je kapela na seznamu Unescove svetovne dediščine. 

## Zgodovina
Karel Veliki je začel kapelo graditi okoli leta 792 skupaj s preostalo strukturo pfalce. Leta 805 jo je posvetil papež Leon III. v čast Device Marije. Zgradba je centralno načrtovana, ima kupolasto kapelo. Vzhodni konec je imel kvadratno apsido in je bila prvotno obdana z dvema bazilikalnima strukturama, zdaj sta izgubljeni, vendar je to znano s pomočjo arheologije. Kapela je imela vstop skozi monumentalni atrij na zahodu. Načrt in okrasje združujeta klasične, bizantinske in predromanske elemente in bogate vrste materiala kot izraz nove kraljeve hiše, ki ji je Karel vladal.
Odgovoren mojster Odo iz Metza je imenovan v napisu iz 10. stoletja okoli kupole: Insignem Hanc dignitatis aulam Karolus caesar magnus instituit; egregius Odo magister explevit, Metensi fotus in Urbe quiescit. Nič več ni znano o njem. Zasnovani so bili preprosta zunanjost in zapletena notranjost z dvojno lupino osmerokotne kupole, ki se naslanja na težke stebre, dvonadstropna višina in dovršena podpora ter okrasje.
Leta 936 je Oton I., prvi sveti rimski cesar iz otonske dinastije, spretno izkoristil tesno povezanost kapele s Karlom Velikim in se tukaj okronal kot kralj Nemčije. Otonski vladarji so se v njej še naprej kronali do leta 1531. Leta 1000, kar je verjetno simbolično, je Oton III. postavil v kapeli Karlov grob in se poklonil njegovim ostankom.  Prvotni grob je bil verjetno grobna niša, znana kot "Karlsmemorie" , a je bila uničena leta 1788. 

## Opis
Aachenska kapela je osrednja kupolna zgradba v obliki mnogostrane prizme. Okoli osemstranega jedra sta ambulatorij in zgornja galerija, pri čemer je zunanji obroč šestnajststranične oblike. Osnovni osmerokotnik ima premer 14 metrov, višina kupole je več kot 30 metrov. Vertikalen osrednji prostor je ločen od ambulatorija z zidom z arkadami, ki so istočasno nosilec strehe nad osrednjim delom. Masivne, nižje arkade pritličja so z izstopajočim vencem razdvojene od visokih arkad galerije. Dve vrsti stebrov zgornjih arkad se ritmično odpira proti osvetljenemu osrednjemu prostoru in tako povezujejo prstan galerije z osrednjim delom. Konstrukcije in načina povezovanja elementov zgornjih arkad s stebri in antičnimi kamni pred tem še niso poznali.
Tloris in dekoracija se zgledujeta po baziliki San Vitale v Raveni iz 6. stoletja. Dejansko je Karel Veliki obiskal Raveno trikrat, prvič leta 787. V tem letu je pisal  papežu Hadrijanu I. in zahteval "mozaik, marmor in druge materiale s tal in zidov" v Rimu in Raveni za svojo pfalco.
Gradnja, sodčkasti in križni oboki ter osmerokotni križni obok v kupoli, kaže poznorimsko ali predromansko arhitekturo, prej praktične kot bizantinske postopke, uporabljene v San Vitale, njegov načrt pa poenostavlja kompleksno geometrijo zgradbe v Raveni. Kupola kapele je iz betona, ki je gostejši, debelejši in težji od tistega v ravenski cerkvi. Kapela je zidana iz gladko klesanih kamnitih blokov z ornamentalno obdelano površino. Večbarven marmor je bil uporabljen za ustvarjanje razkošne notranjosti. Za kapelo so uporabljali starodavne kamne, domnevno iz Ravene (Einhard trdi, da so bili iz Rima in Ravene), pa tudi na novo klesan material. Bronasto okrasje je izjemno visoke kakovosti, še posebej vrata z levjimi glavami in notranje ograje, pa tudi korintski stebri in akantov okras na kapitelih.
Kupola je bila izvirno okrašena s fresko in nato z mozaikom. V baroku je bil nadomeščen s štukaturo. Prvotni mozaik je bil obnovljen v 19. stoletju z enako ikonografijo kot izvirnik. Ta prikazuje 24 starešin apokalipse, ki nosijo krone in stojijo okoli baze kupole. Nad glavnim oltarjem in nasproti kraljevega prestola je podoba Kristusa Pantokratorja.  Zgornja galerija kapele je bila kraljevi prostor s posebnim prostorom za kraljev, nato cesarjev prestol, ki je bil odprt proti liturgičnemu prostoru cerkve in atriju zunaj.
Glavni vhod obvladuje westwerk – zahodno fasado, vključno z vhodno vežo, sobe v eni ali več ravneh nad njo in enega ali več stolpov. Ti gledajo na atrij cerkve. Dodatek westwerka k cerkvi je eden od karolinških prispevkov zahodne tradicije v arhitekturi.